# Fontana dei Quattro Cavalli

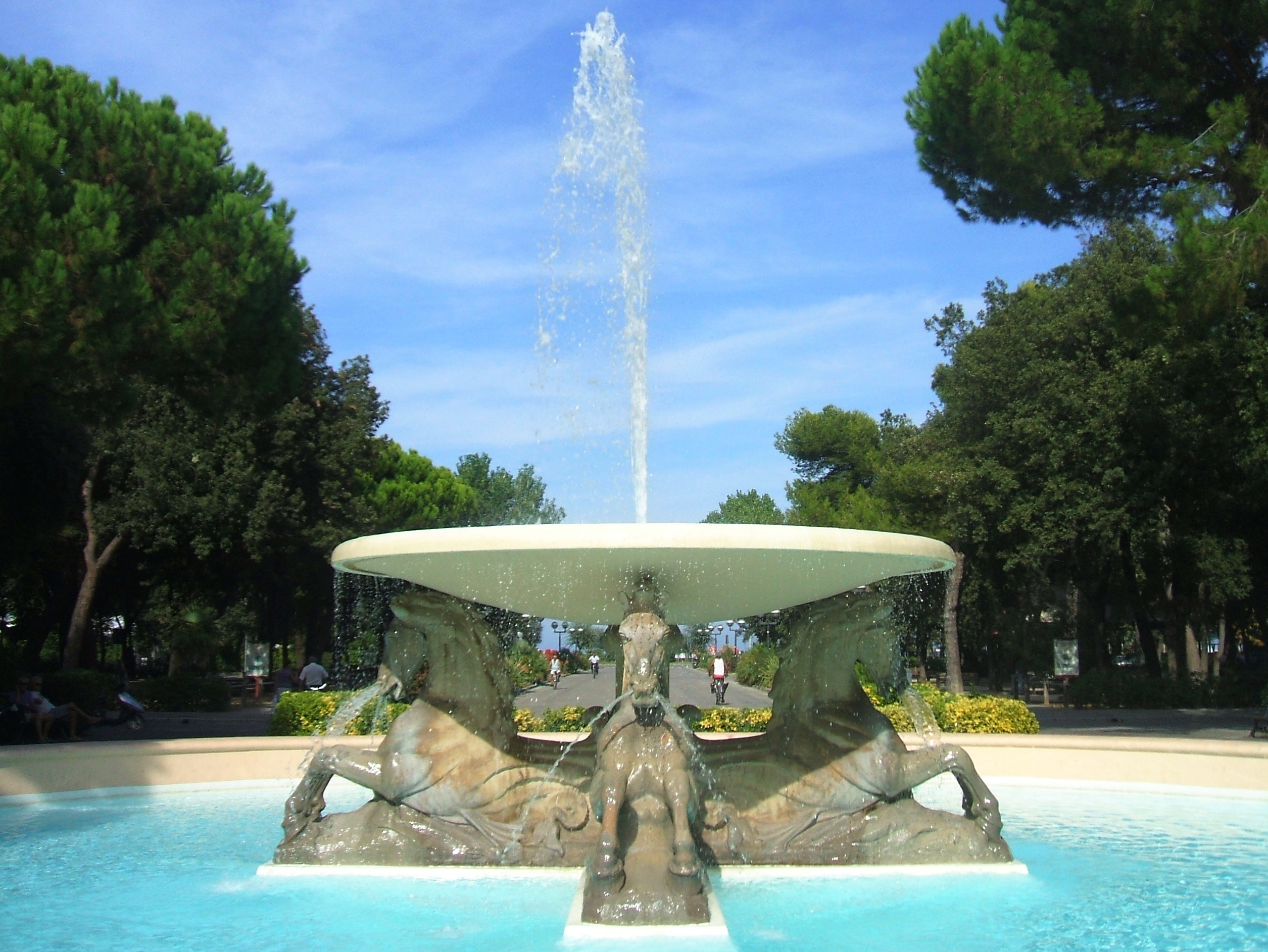
Fontana dei Quattro Cavalli

La Fontana dei Quattro Cavalli è una fontana di Rimini, situata a Marina Centro.

## Storia
Inaugurata il 29 giugno 1928 e scolpita dal riminese Filogenio Fabbri, la Fontana dei Quattro Cavalli si può definire come uno dei simboli della riviera riminese. È situata all'interno del Parco Federico Fellini e, nel 1945, resistette al passaggio del fronte.
Nello stesso anno la fontana venne rimossa e posizionata nell'allora sede dei Vigili del Fuoco, dopodiché tre dei quattro cavalli vennero trasferiti all'interno del Parco Marecchia. La vasca fu abbattuta nel 1954.
Solo nel 1983, grazie alla perseveranza di Umberto Bartolani e della figlia dello scultore, Fausta Fabbri, la fontana venne ricollocata nella sua posizione originaria. Alla base, nella parte inferiore, una targa datata nel 1987 ricorda Ugo Stentori, ultimo restauratore dell'opera.

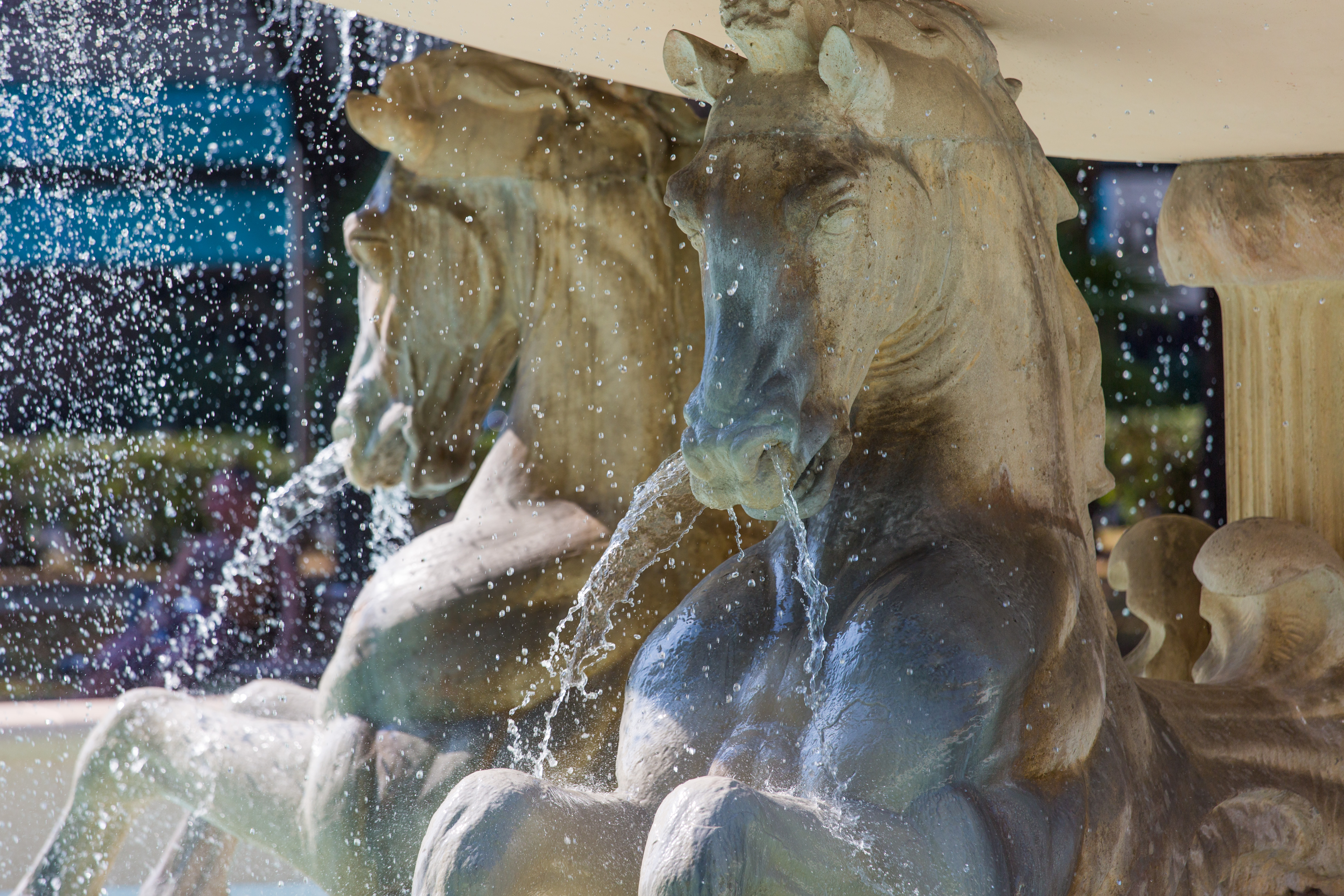
Dettaglio della Fontana dei Quattro Cavalli

## Descrizione
La grande vasca principale è di formato circolare, a rappresentare simbolicamente il mare.
Dall'acqua sorgono quattro cavalli marini, i quali spruzzano acqua dalle narici e sostengono col capo un'altra vasca, più piccola, dalla quale verso l'alto si estende un altro zampillo.